# Должикова, Екатерина Александровна
Екатерина Александровна Должикова (род. 25 сентября 1988, Киев) — украинская и немецкая шахматистка, гроссмейстер (2024) среди женщин.
Чемпионка Украины (2011, 2021). Серебряный призёр I Всемирных интеллектуальных игр (2008, быстрые шахматы — команда).

## Личная жизнь
Была замужем за гроссмейстером, претендентом на звание чемпиона мира Сергеем Карякиным.

## Изменения рейтинга
| Графики недоступны из-за технических проблем. См. информацию на Фабрикаторе и на mediawiki.org. |